# 44. п. н. е.

## Догађаји
- фебруар — У Риму, приликом прославе Луперкалија Марко Антоније као поклон Јулију Цезару нуди краљевску дијадему тражећи да је стави на главу и тако себе прогласи краљем. Цезар то одбија и уместо тога даје да се круна похрани у Јупитеров храм.
- 15. март — Републикански завереници које су предводили Брут и Касије у Сенату убили Цезара.
- 20. март — У Риму је одржан Цезаров погреб. Том приликом Марко Антоније држи посмртно слово у којој заверенике против Цезара проглашава убицама и злочинцима. Када приликом говора покаже Цезарову гримизну тогу са траговима крви, разбеснели грађани демолирају Форум и праве импровизовану ломачу како би, супротно обичајима, Цезара сахранили унутар римских зидина. Антоније постаје најпопуларнији и најмоћнији политичар у Риму.
- април — Млади Октавијан се враћа из Аполоније, где га је затекла вест о Цезаровој смрти, успркос одговарањима мајке Атије и Антонија.
- јун — Антонију је на пет година предана проконзуларна управа над Трансалпинском и Цисалпинском Галијом.
- децембар — Антоније на челу себи верних легија под опсаду ставља Мутину где се налази седиште Брута Албина, гувернера Цисалпинске Галије и једног од Цезарових убица. Тиме започиње Мутински рат, први грађански рат након Цезаровог убиства. Октавијан диже легије како би подржао Децима.

## Смрти
- 15. март — Гај Јулије Цезар, римски политичар и генерал (р. 100. п. н. е.)
- 26. јул — Птолемеј XIV, краљ Египта
- Буребиста, трачански краљ гетских и дачанских племена